# فوکووک
فوکووک (به ویتنامی: Phú Quốc) یک  شهر و جزیره در جنوب ویتنام است. این جزیره با وسعت ۵۹۳٫۰۵ km۲، بزرگترین جزیره تحت سلطهٔ ویتنام می باشد. جمعیت آن ۱۰۳٬۰۰۰نفر است.

## خصوصیات
فوکووک ۵۹۳٫۰۵ کیلومترمربع مساحت و ۱۰۳٬۰۰۰ نفر جمعیت دارد.

## تقسیمات اداری
شهر فوکووک به ۲ ناحیه و ۷ قصبه تقسیم شده است.
- ‌ ناحیه‌ها (Phường)
  - آن‌توی (An Thới)
  - دیونگ‌دونگ (Dương Đông)

- قصبه‌ها (xã)
  - بای‌توم (Bãi Thơm)
  - توچاو (Thổ Châu)
  - دیونگ‌تو (Dương Tơ)
  - ‌ کیادیونگ (Cửa Dương)
  - ‌ کیاکان (Cửa Cạn)
  - گان‌ذاو (Gành Dầu)
  - هام‌نین (Hàm Ninh)

## نگارخانه

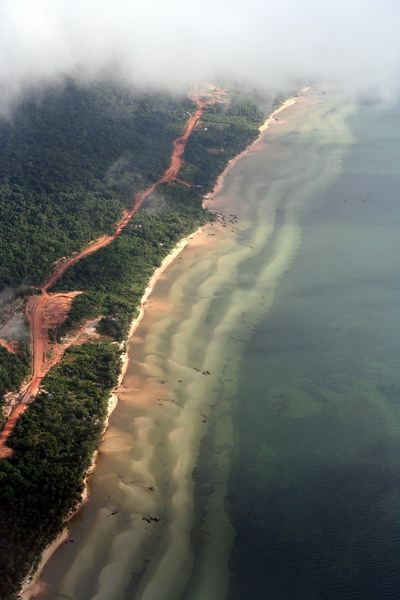
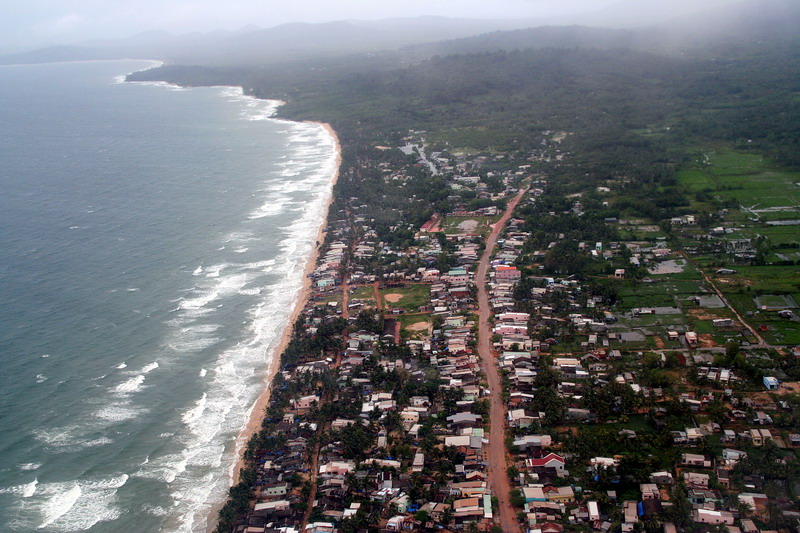
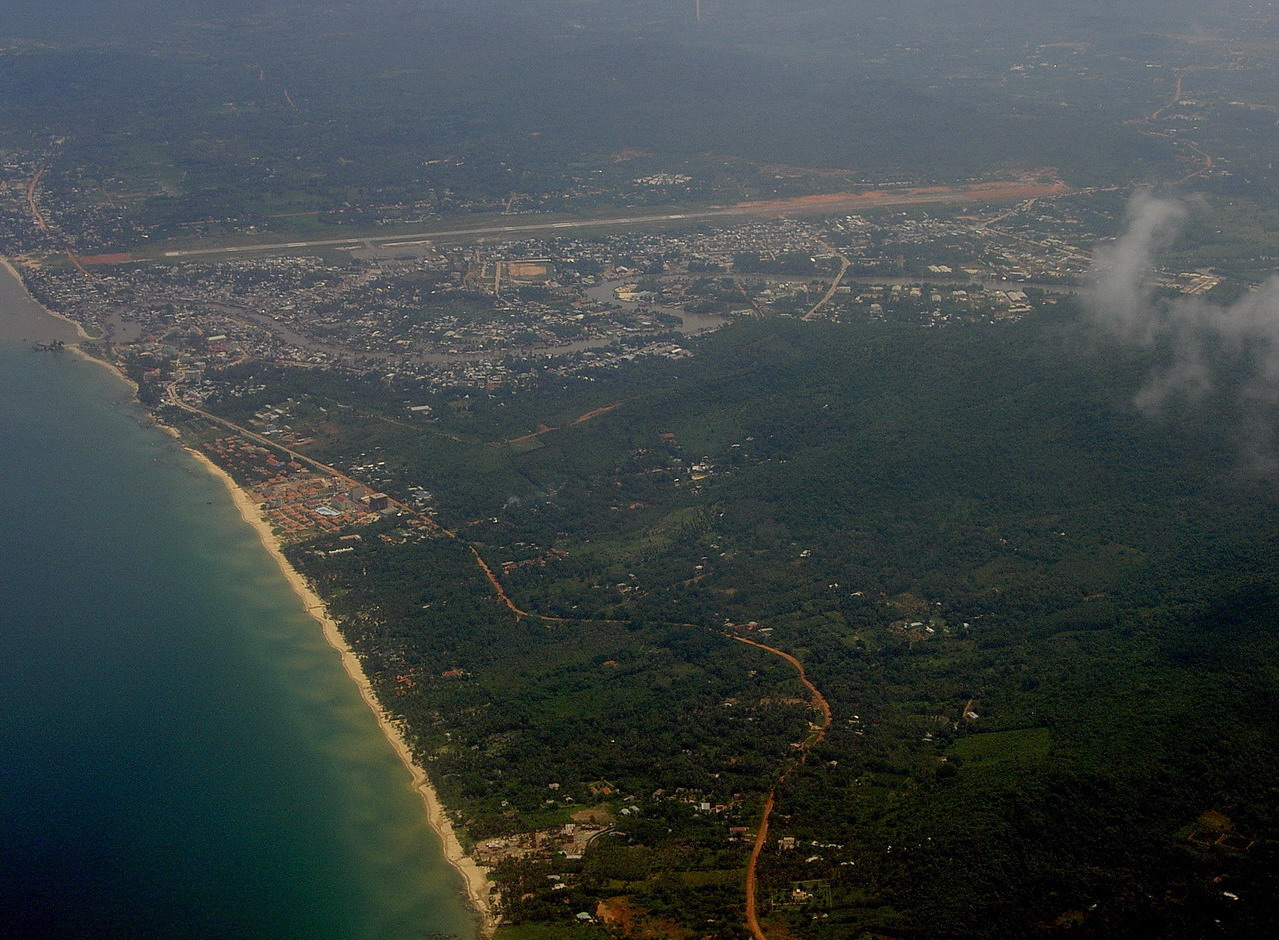
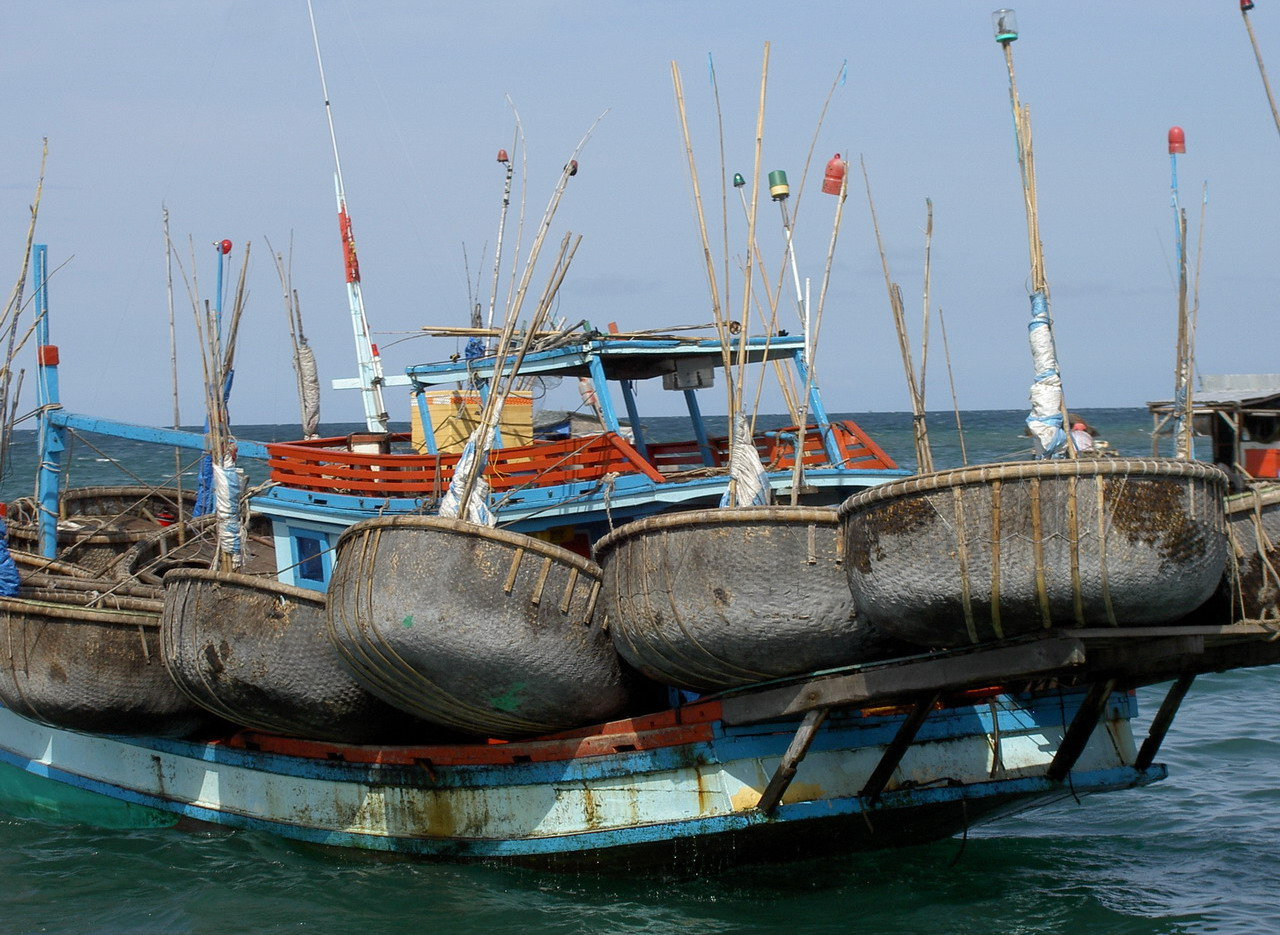
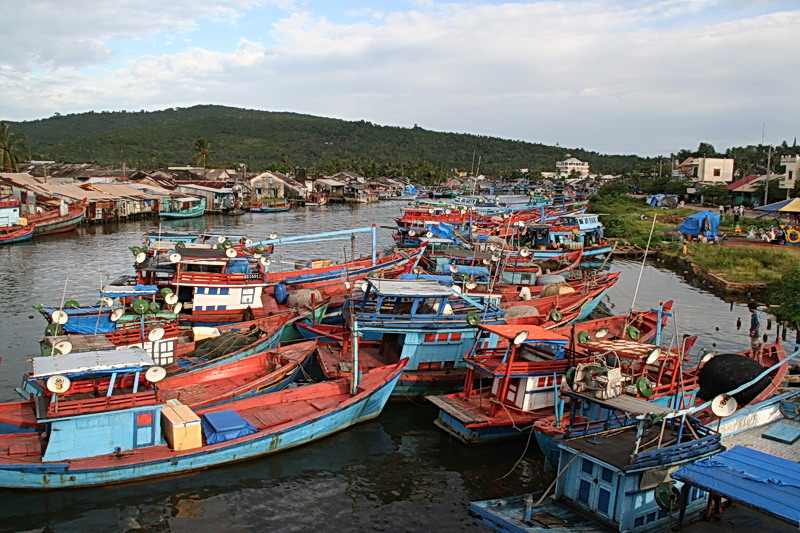
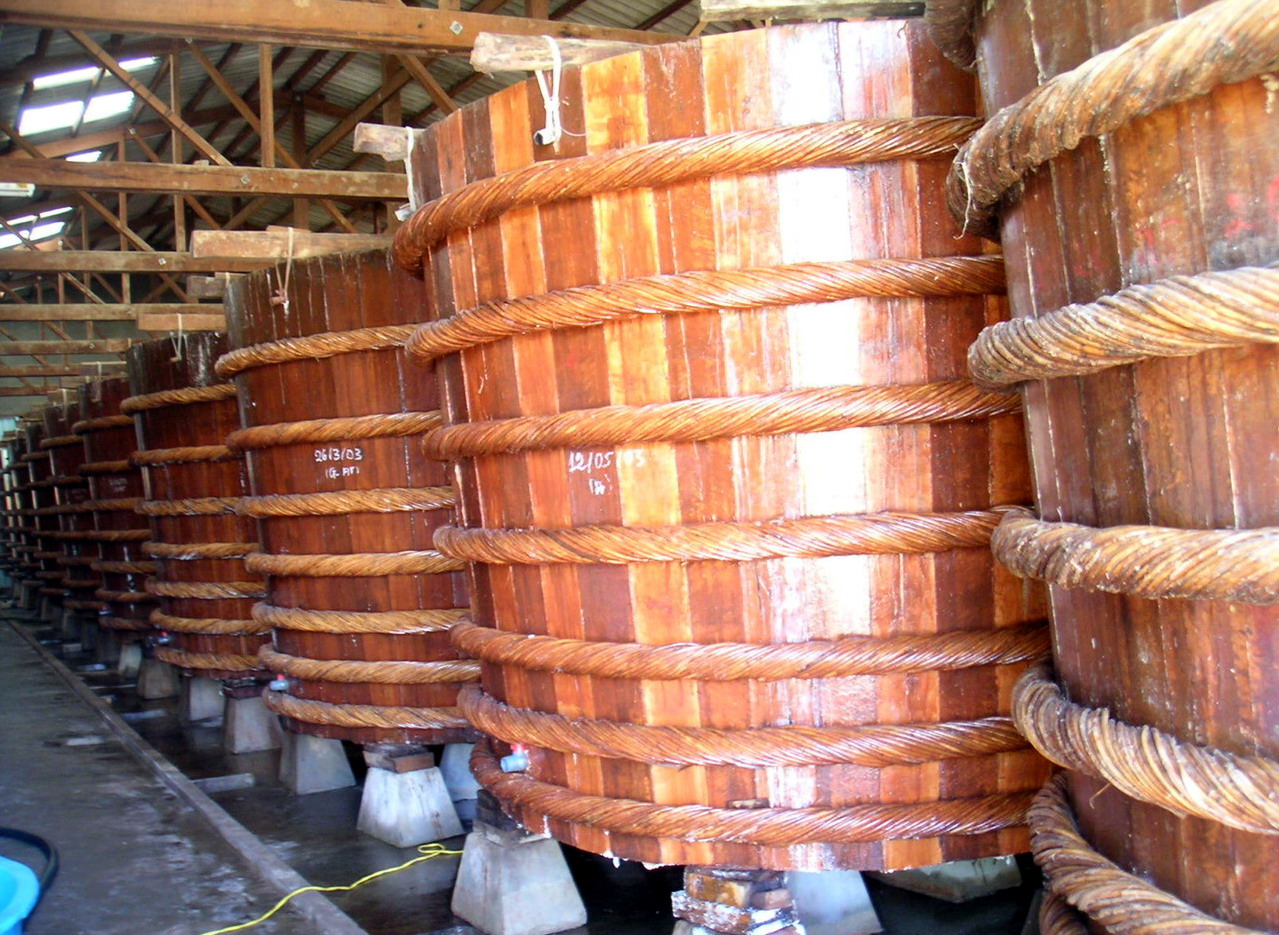
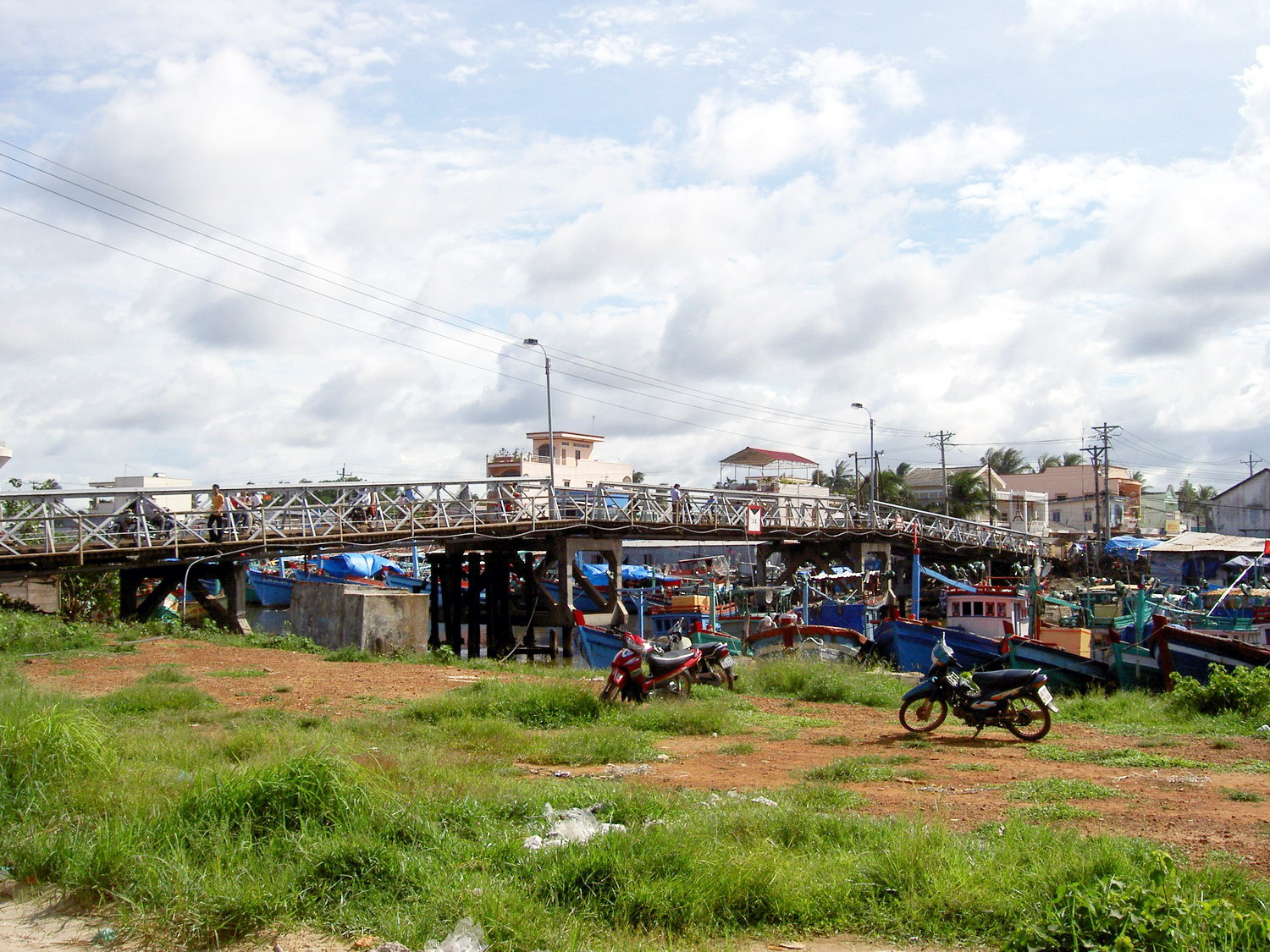
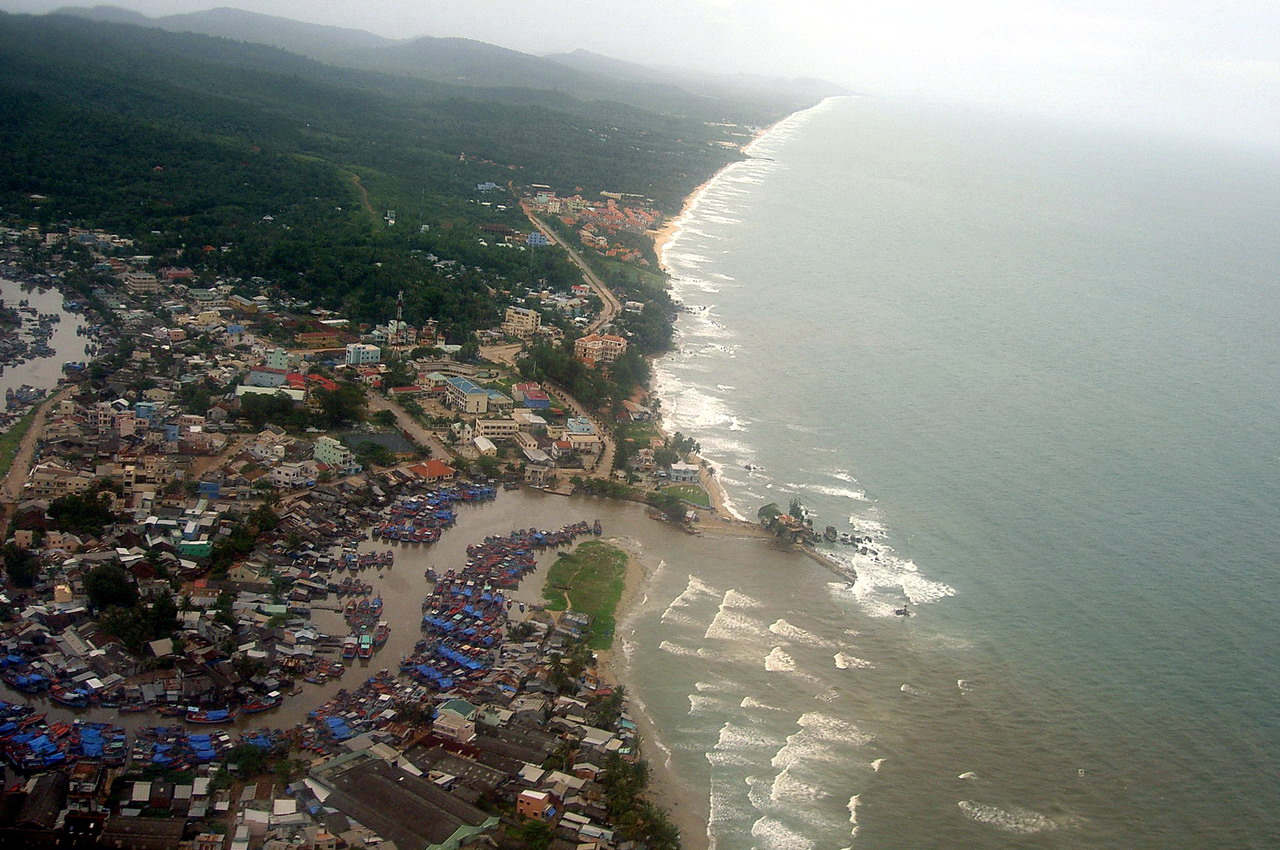
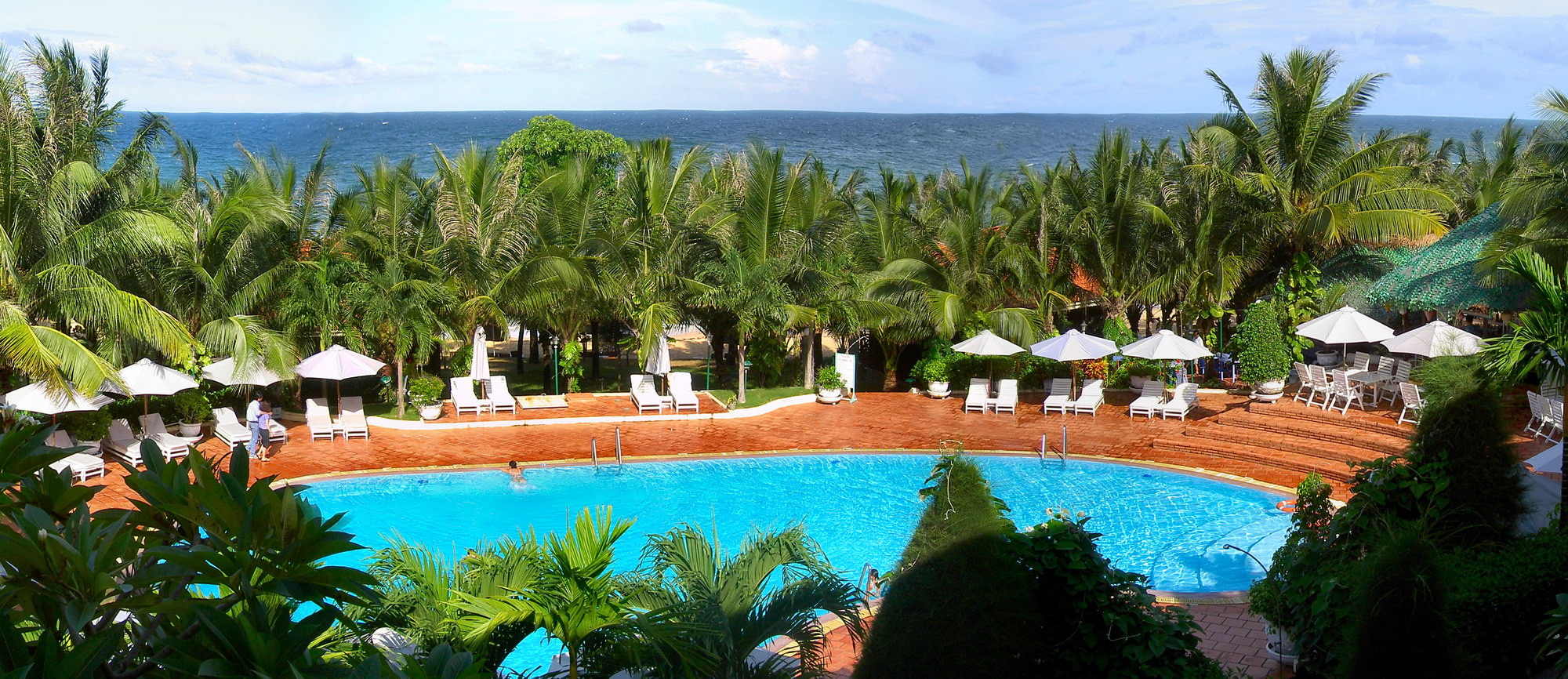
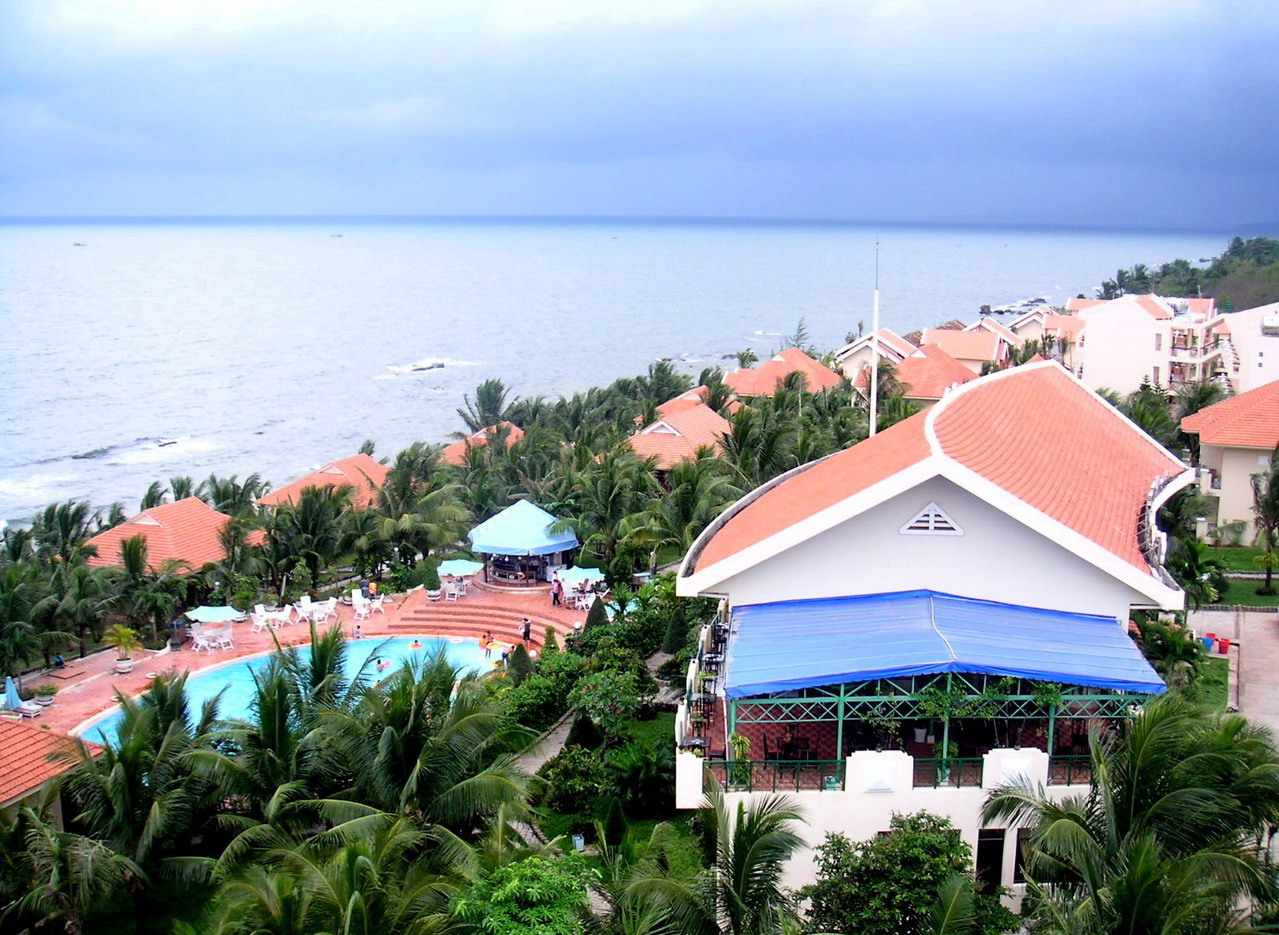
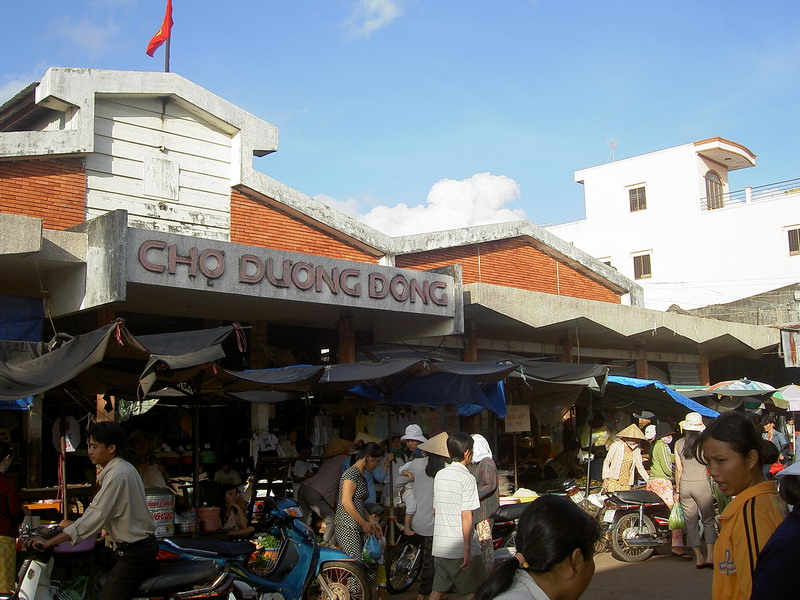
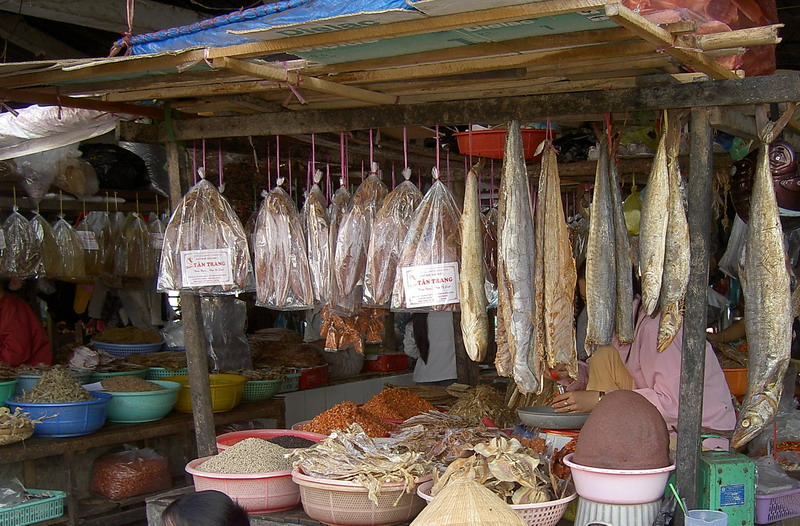
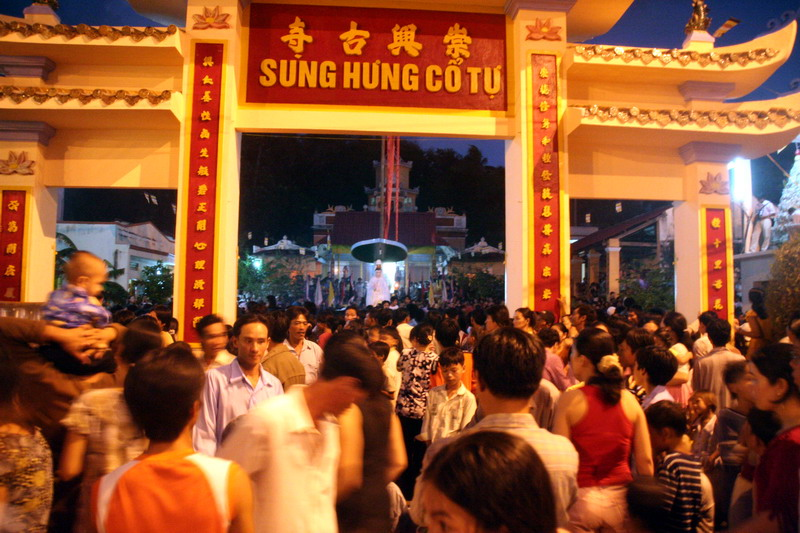
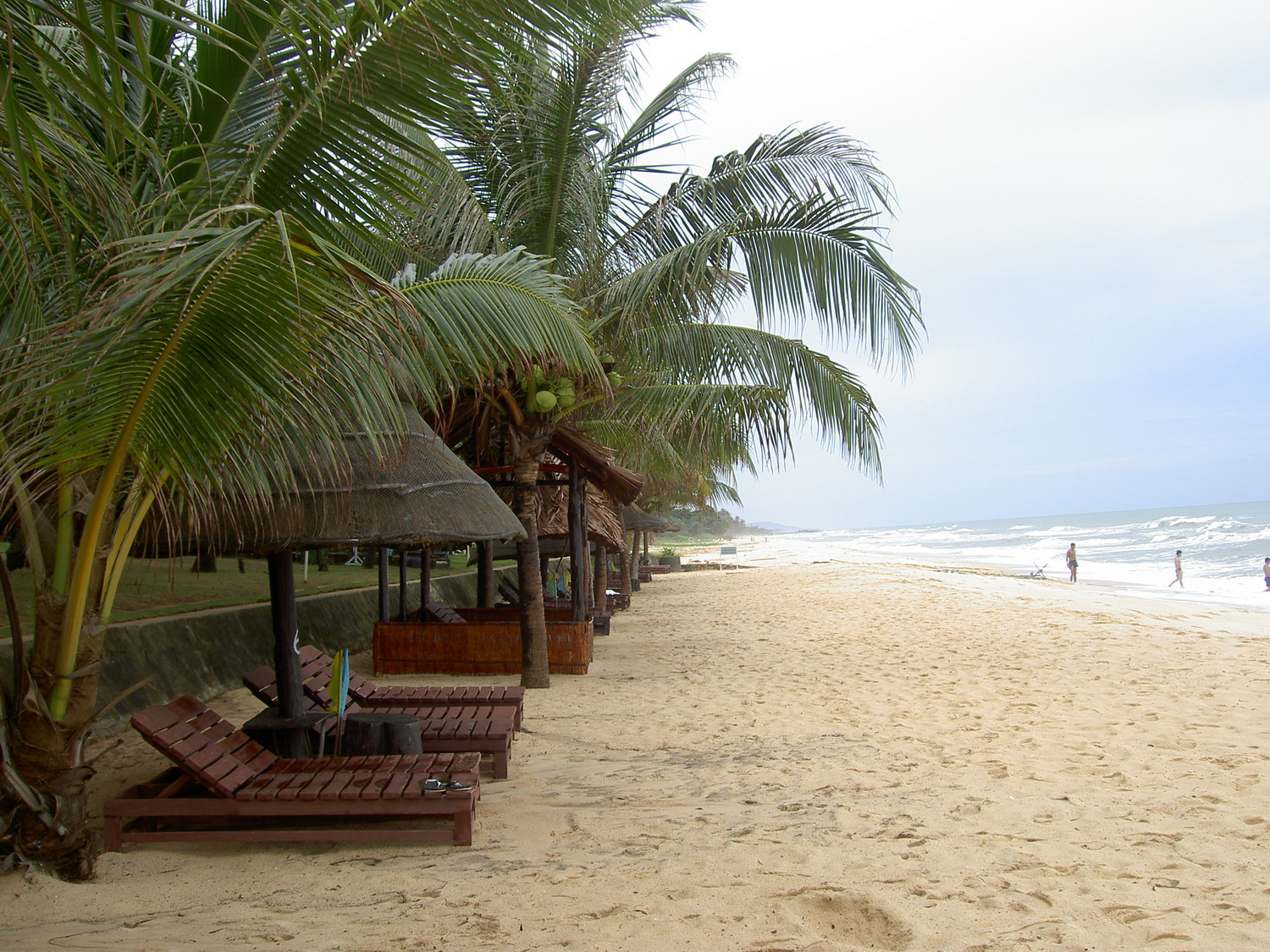
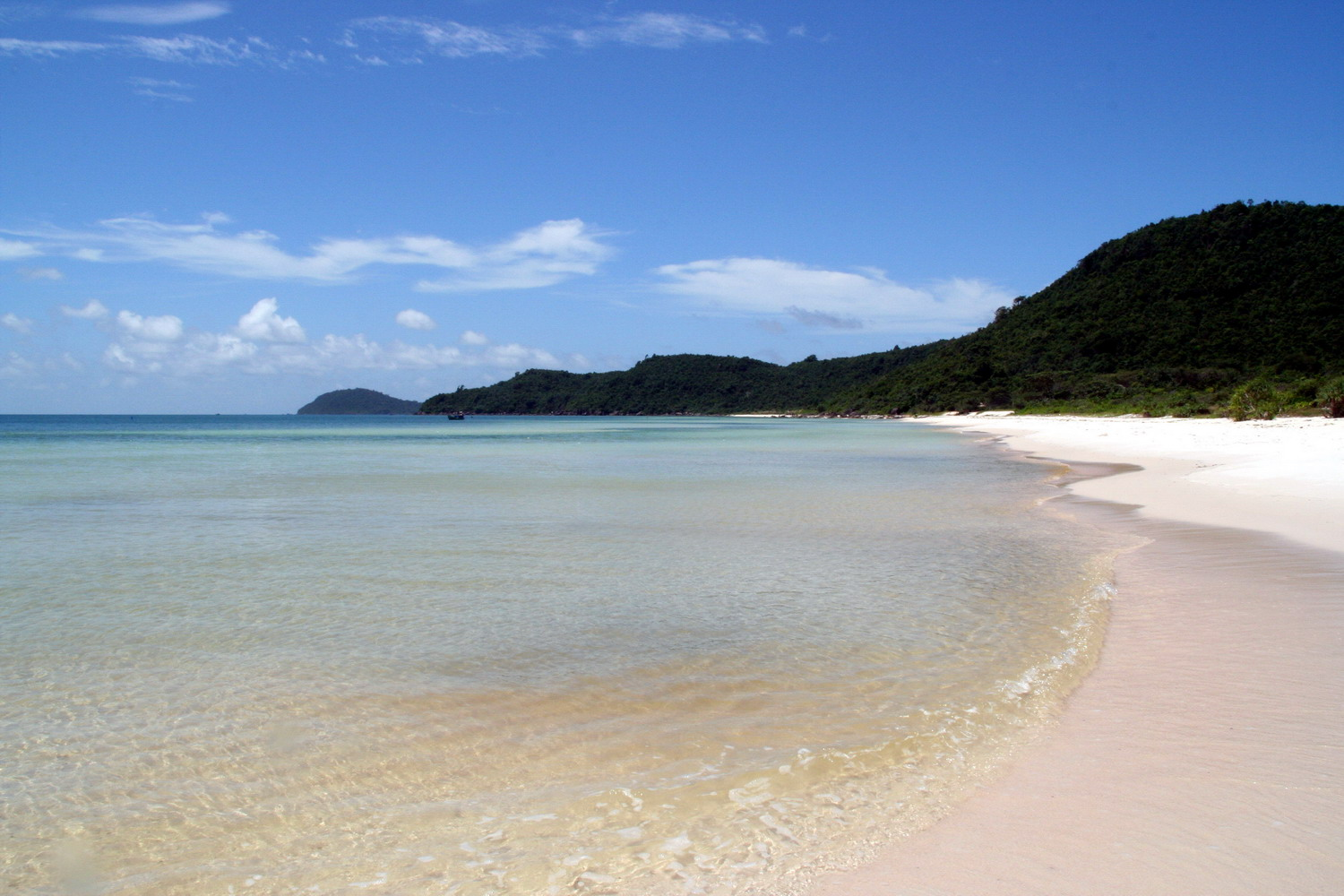
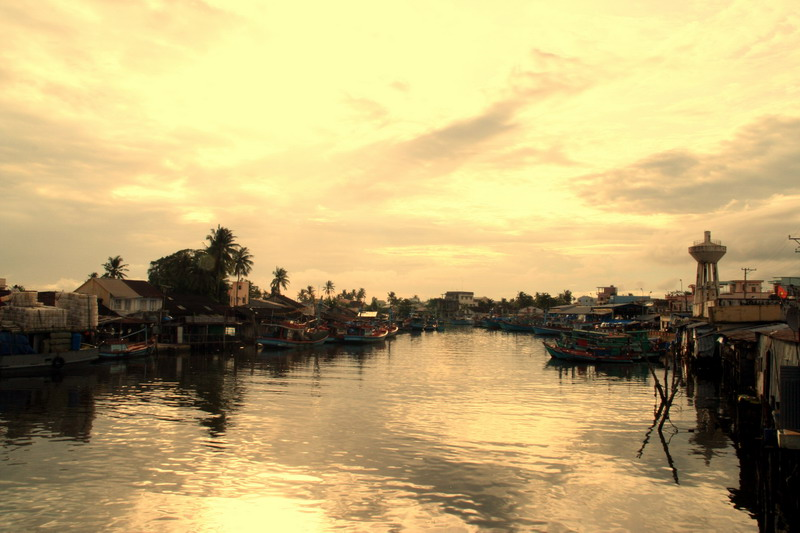
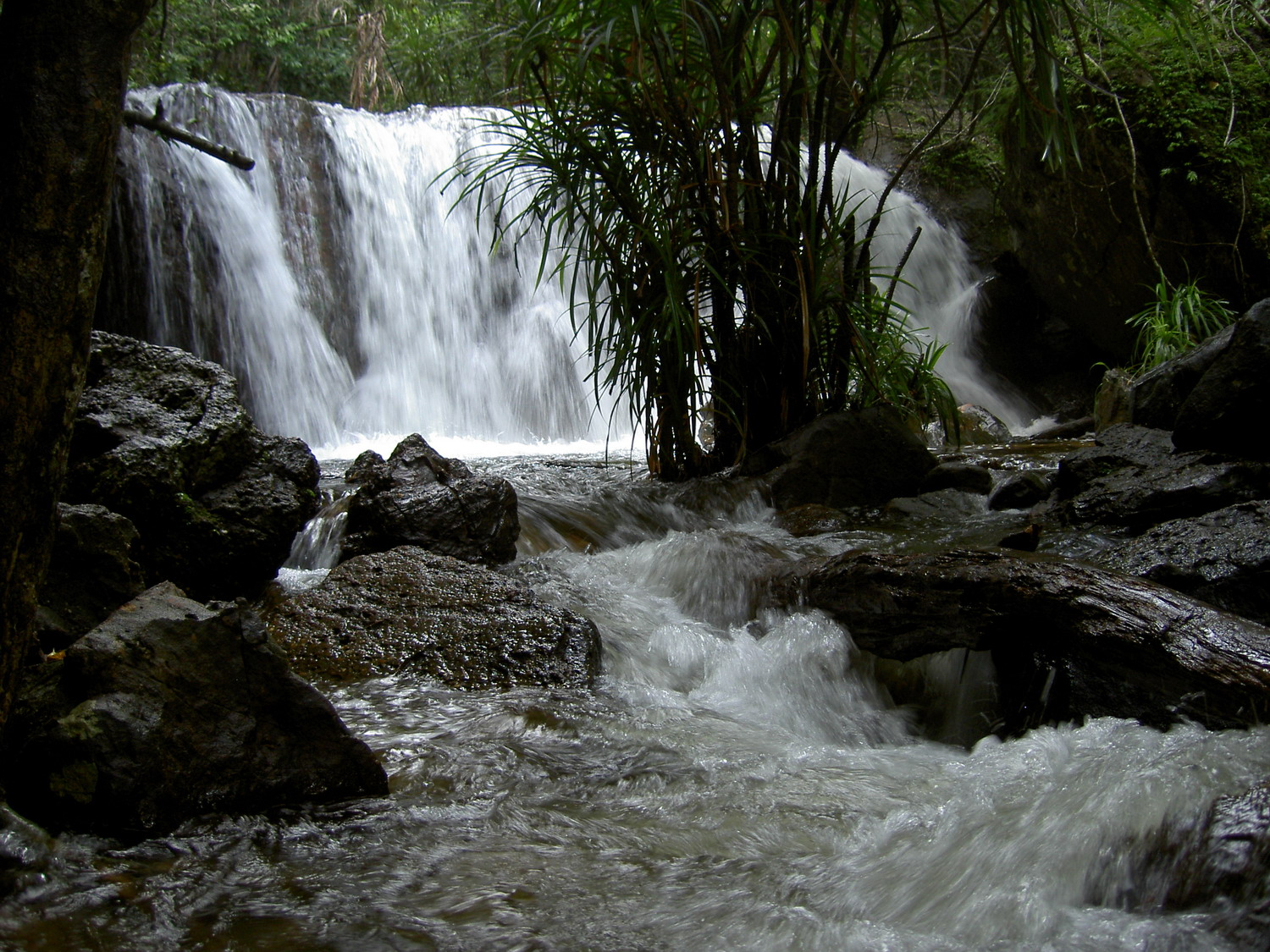
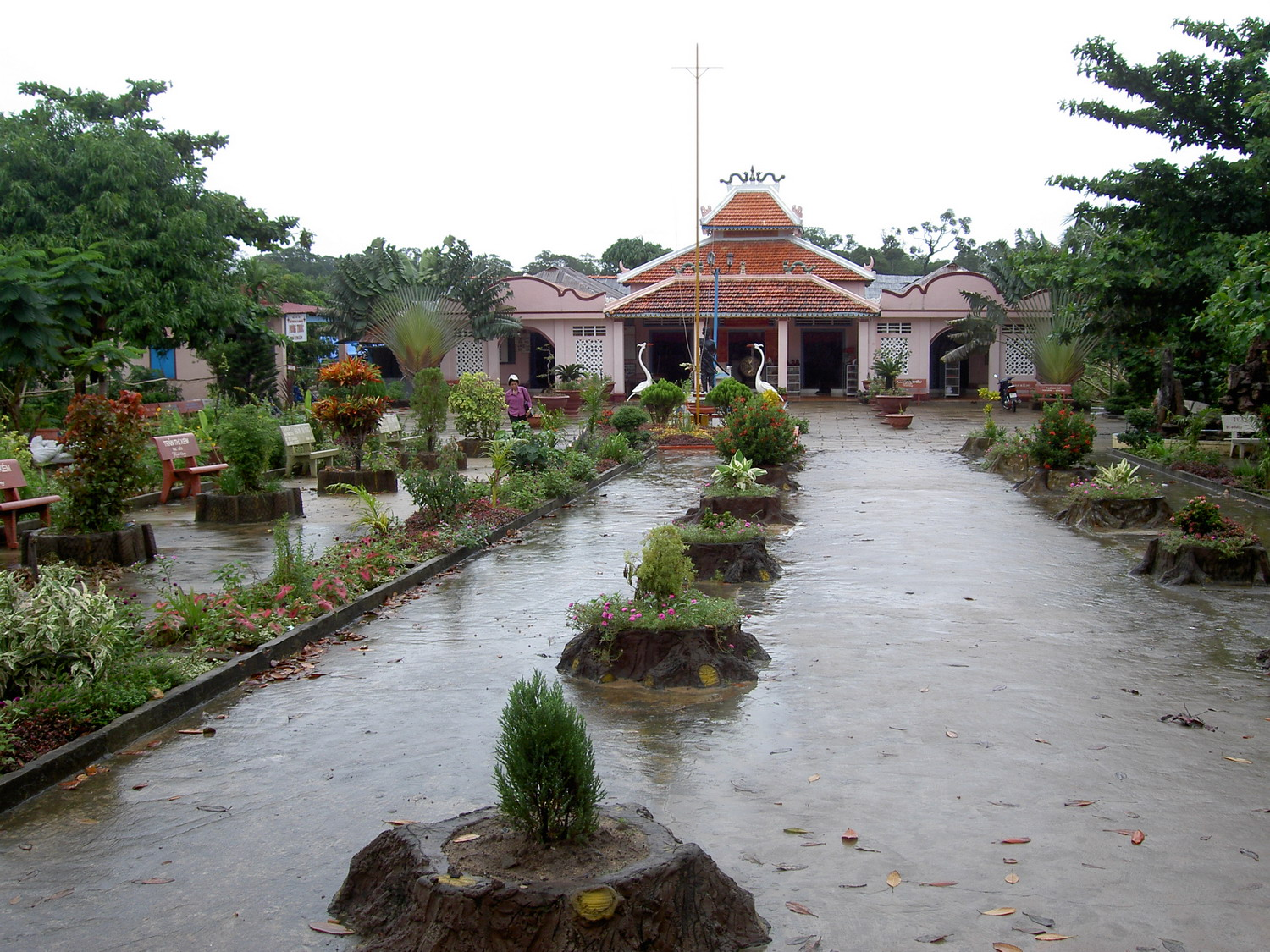
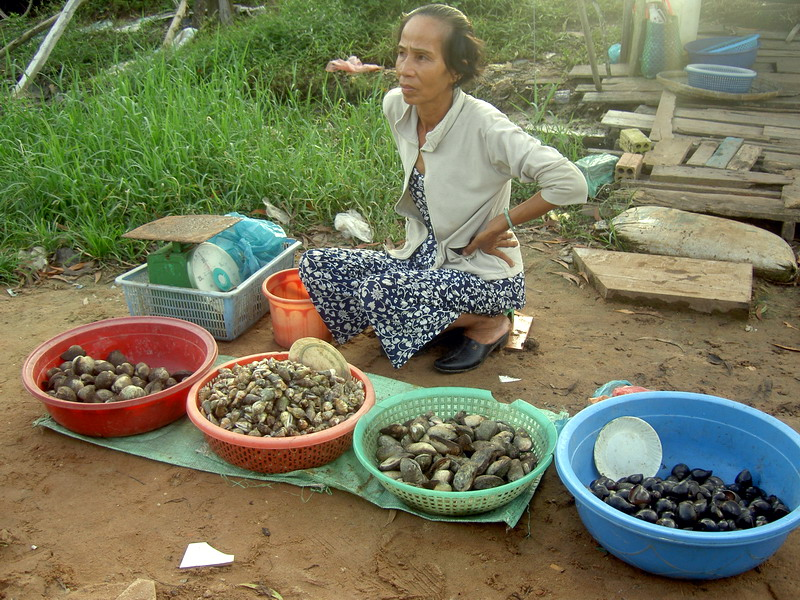
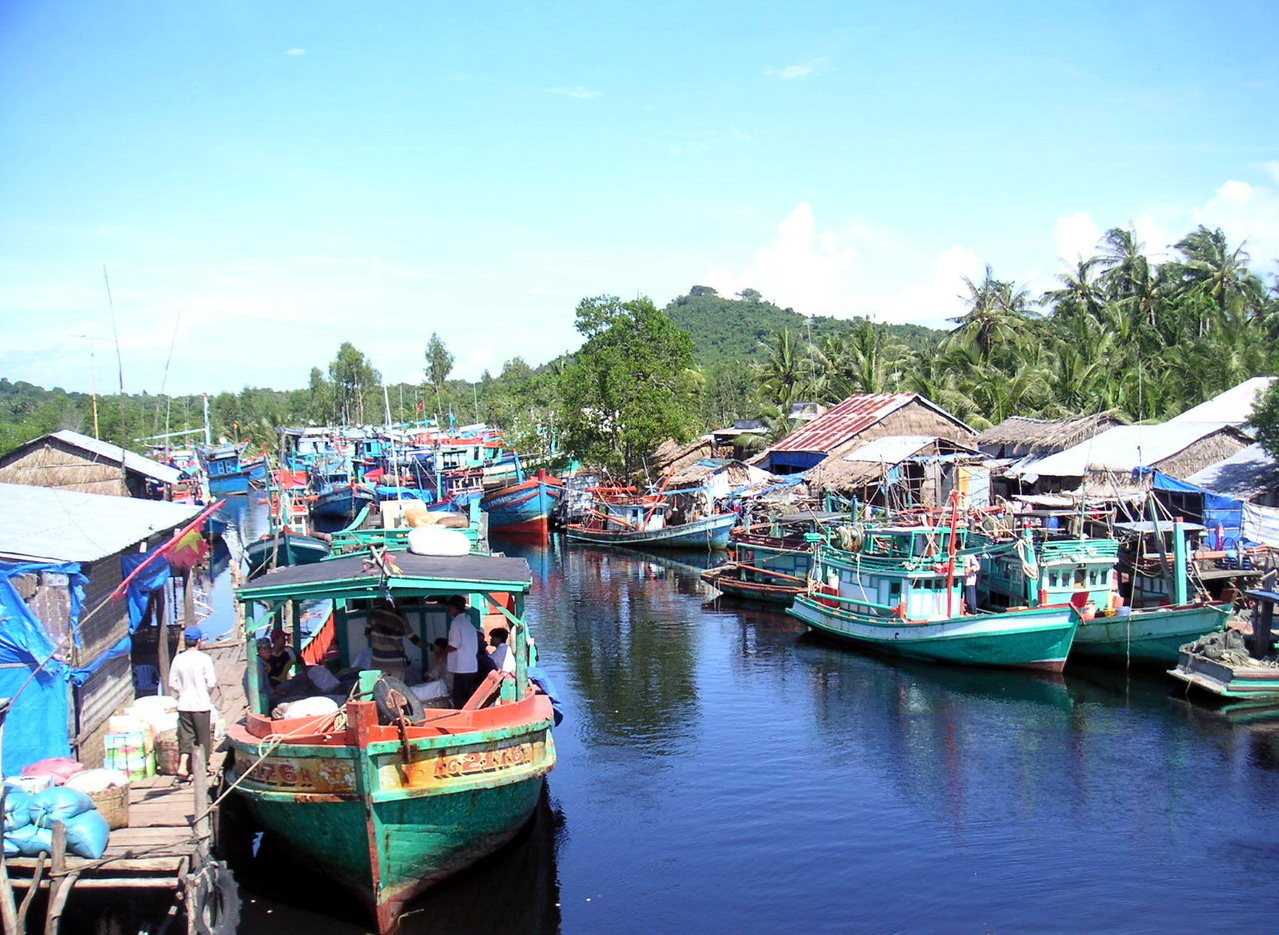